# Noriko Baba (compositrice)
Pour les articles homonymes, voir Noriko Baba et Baba.
Noriko Baba est une compositrice japonaise née en 1972 à Niigata.

## Biographie
Noriko Baba naît le 2 février 1972 à Niigata.
Elle étudie à l’université des beaux-arts de Tokyo, où elle obtient une maîtrise en composition en 1998, avant de se perfectionner en France, au Conservatoire national supérieur de musique de Paris, en composition dans la classe de Paul Méfano, ainsi qu'en orchestration, acoustique, analyse, ethnomusicologie et électroacoustique. Au sein de l'établissement français, elle obtient un premier prix mention très bien en composition et en orchestration,.
En 2003 et 2004, elle participe au Cursus de composition et d’informatique musicale de l'Ircam, ainsi qu'à la formation Voix nouvelles de la fondation Royaumont, où elle bénéficie des conseils de compositeurs tels Brian Ferneyhough, Brice Pauset et Stefano Gervasoni,.
Comme compositrice, Noriko Baba est notamment lauréate d'un second prix du concours de composition NHK-Maïnichi, du prix Georges-Wildenstein de l’Académie des beaux-arts de l’Institut de France et du prix Gret international de composition du festival de Takefu. En 2006 et 2007, elle est compositrice en résidence à la Casa de Velázquez,.
En 2020 et 2021, Noriko Baba est pensionnaire à la Villa Médicis (académie de France à Rome),. 
Esthétiquement, son « univers sonore traque sans relâche le reflet des choses. En colorant l’ombre de ses œuvres d’un regard empreint d’une poétique nostalgie, la compositrice recourt souvent au parfum évocateur de la mélodie enfantine, qu’elle aime dissimuler avec finesse ». 

## Œuvres
Parmi ses compositions, figurent notamment :
- Ultrabaroque, pour viole de gambe, créé par Marianne Muller à la Péniche Opéra de Paris (2008)[6] ;
- Klartraum, pour orchestre, créé par l’Orchestre Pasdeloup (2010)[6] ;
- Oiseau à deux têtes, pour voix de nô et deux musiciens (2012)[1],[7] ;
- Shiosai – Tumulte des flots, pour trio avec piano (2012)[1],[8] ;
- AOI - Nôpéra, pour voix de nô, deux percussions, flûte, clarinette, basson, violon, alto et violoncelle, créé par Ryoko Aoki et l’ensemble 2e2m à la Maison de la culture du Japon à Paris (2015)[1],[9],[6] ;
- Doppio trio, pour flûte à bec, viole de gambe, clavecin, flûte, violoncelle et piano, commande d’État créée par les solistes de l’ensemble Itinéraire et les étudiants du département de musique ancienne du Conservatoire régional de Paris (2016)[1],[10],[6] ;
- Five workouts, pour orgue avec accessoires, commande de Alla breve, créé par Hampus Lindwall (2017)[6] ;
- Hagoromo Suite, pour quatuor à cordes et voix de nô (2017)[1],[11] ;
- Occhi, un tempo mia vita, pour deux violoncelles et clarinette, inspiré du premier livre de madrigaux de Michelangelo Rossi (2018)[1],[12] ;
- Comptines, pour soprano, clarinette et piano, création française à la Cité internationale universitaire de Paris par le Trio Cocolaya (2018)[6] ;
- Nié, pour quatuor à cordes, piano et électronique, co-commande de ProQuartet et du festival Musica, créé par le quatuor Béla et Wilhem Latchoumia (2019)[6] ;
- Au clair d’un croissant, pour grand ensemble (2020)[1],[13].